# Anna von Nesselrode
Anna von Nesselrode († 1559) war nach dem Tod ihres Mannes Hieronymus von Efferen die Herrin zu Stolberg und Herrin der Burg Stolberg.
Anna von Nesselrode war die Tochter von Adrian von Nesselrode zu Weiler († 1519), Drost von Schönforst, und dessen zweiter Ehefrau Margaretha von Eller (Elderen) († nach 1519). Sie war die Großnichte des früheren Stolberger Unterherrn Wilhelm II. von Nesselrode. Ihre Stiefschwester Agnes von Nesselrode war verheiratet mit dem Landdrosten Werner von Binsfeld und Weiler († 1557).
Aus der Ehe mit Hieronymus stammten fünf Söhne: Andreas von Efferen starb im Jahre 1547 in der Schlacht auf der Mockerheide. Zwei weitere Söhne traten in den Ordensstand ein und wurden Kartäuser im Kloster Vogelsang bei Jülich. Wilhelm von Efferen wurde Deutschordensritter und ging nach Livland. Er starb als Burggraf von Riga. Johann von Efferen, der älteste Sohn, sollte Nachfolger seiner Mutter in Stolberg werden.
Die erste von ihr besiegelte Urkunde stammt aus dem Jahre 1554. Hierin verteidigt sie die Handwerksrechte Stolbergs. In einer weiteren Urkunde aus dem Folgejahr gibt sie ihrem Sohn Johann das Mandat, gegen den Abt der Reichsabtei Kornelimünster beim Reichskammergericht zu klagen. Er hatte den Lehens- und Hofmann Peter Schröder gezwungen, einen Weg durch seinen Hof zu akzeptieren, da der Abt den Grund und Boden, als sein Eigentum betrachtete, was nicht Annas Vorstellung entsprach.
Vermutlich starb Anna von Efferen 1559. Johann bat in diesem Jahr den Herzog von Jülich, ihn mit der Herrlichkeit Stolberg zu belehen.